# Gamia
Gamia is een Afrotropisch geslacht van vlinders van de familie van de dikkopjes (Hesperiidae), uit de onderfamilie van de Hesperiinae. De wetenschappelijke naam van dit geslacht is voor het eerst voorgesteld door William Jacob Holland in een publicatie uit 1896.

## Soorten
- G. abri Miller & Collins, 1997
- G. buchholzi (Plötz, 1879)
- G. shelleyi (Sharpe, 1890)